# Amatitlania coatepeque
Espèce
Statut de conservation UICN

 NE  : Non évalué
Amatitlania coatepeque est une espèce de poissons d'eau douce de la famille des Cichlidae (ordre des Cichliformes).

## Répartition géographique
Ce poisson est endémique du Salvador et ne se rencontre que dans le lac Coatepeque.

## Description
Amatitlania coatepeque peut mesurer jusqu'à 91 mm, queue non comprise.

## Aquariophilie
Il est impératif de maintenir cette espèce seule ou en compagnie de poissons n'appartenant pas au genre Amatitlania de manière à éviter tout croisement.

## Systématique
Le nom valide complet (avec auteur) de ce taxon est Amatitlania coatepeque Schmitter-Soto (d), 2007.
Amatitlania coatepeque a pour synonyme invalide : Cichlasoma nigrofasciatum (non Günther, 1867).

### Étymologie
Son épithète spécifique, coatepeque, fait référence au lac Coatepeque qui est à la fois sa localité type et le seul endroit où se rencontre cette espèce.

### Publication originale
- (en) J. J. Schmitter-Soto, « A systematic revision of the genus Archocentrus (Perciformes: Cichlidae), with the description of two new genera and six new species », Zootaxa, Auckland, no 1603,‎ septembre 2007, p. 1-78 (ISSN 1175-5326, e-ISSN 1175-5334, DOI 10.11646/zootaxa.1603.1.1).